# Gabriele Bosisio
Gabriele Bosisio (født 6. august 1980) er en italiensk professionel cykelrytter, som cykler for det professionelle cykelhold L.P.R. Brakes.